# Sandro Cois
Sandro Cois (* 9. Juni 1972 in Fossano) ist ein ehemaliger italienischer Fußballspieler.

## Karriere

### Im Verein
Sandro Cois begann seine Karriere in der Jugendabteilung von Torino Calcio. In der Saison 1990/91 gab er beim Toro sein Serie-A-Debüt und gewann mit der von Emiliano Mondonico trainierten Truppe den Mitropapokal. Im UEFA-Pokal musste sich der Turiner Klub nur äußerst knapp Ajax Amsterdam geschlagen geben. 1992/93 folgte der Gewinn der Coppa Italia.
Nach einigen starken Jahren bei Torino Calcio wechselte der Mittelfeldspieler 1994 zur AC Florenz, wo er den Großteil seiner Karriere verbrachte und 1995/96 sowie 2000/01 die Coppa Italia erneut gewann.
Im Jahr 2002 wechselte Sandro Cois zu Sampdoria Genua in die Serie B, im folgenden Januar ging er zu Piacenza Calcio, wo er im Sommer 2003 im Alter von 31 Jahren seine aktive Laufbahn verletzungsbedingt beendete.

### In der Nationalmannschaft
Sandro Cois debütierte am 28. Januar 1998 beim 3:0-Sieg gegen die Slowakei unter Cesare Maldini in der italienischen Nationalmannschaft. Im selben Jahr stand er in Maldinis Kader für die Weltmeisterschaft in Frankreich, wo er zwar nicht zum Einsatz kam, aber mit den Azzurri bis ins Viertelfinale vorstieß, wo man sich dem Gastgeber und späteren Weltmeister Frankreich mit 3:4 nach Elfmeterschießen geschlagen geben musste.
Das letzte seiner insgesamt drei Länderspiele für Italien absolvierte der Mittelfeldspieler am 10. Februar 1999 beim 0:0 gegen Norwegen.

## Erfolge
- Mitropapokal: 1991 (mit Torino Calcio)
- Coppa Italia: 1992/93 (mit Torino Calcio), 1995/96, 2000/01 (mit dem AC Florenz)